# 段疾陸眷
段 疾陸眷（だん しつりくけん、拼音：Duàn Jílùjuàn、? - 318年）は、鮮卑段部の大人。『魏書』では段就六眷と記載され、『晋書』元帝本紀では段眷と記載される。父は段務勿塵。

## 生涯
父の後を継いで遼西公・大単于となる。彼の兄弟は多く、皆驍勇であったという。
311年12月、西晋の并州刺史劉琨は宗族の高陽内史劉希を中山に派遣し、幽州の代郡・上谷郡・広寧郡の民3万人を帰順させた。幽州刺史王浚はこれに激怒し、段疾陸眷に命じて燕国相胡矩と共に劉希を攻撃させた。段疾陸眷は劉希を討ち取り、三郡の民を連れ戻した。
312年12月、幽州刺史王浚が石勒討伐の兵を興し、督護王昌・中山郡太守阮豹を石勒の本拠地襄国に進軍させると、段疾陸眷は従弟の段末波・弟の段匹磾・段文鴦らと共に5万余りを率いてこれに従軍した。襄国城では堀の改修作業が終了していなかったため、石勒は城から離れた所に幾重にも柵を築かせ、さらに砦を設けて守りを固めた。討伐軍が渚陽まで至ると、迎え撃って来た石勒軍の諸将を全て撃破した。そのまま一気呵成に攻城戦の準備に取り掛かると、段疾陸眷は北壁の近くに布陣した。石勒は城壁の上に立つと、段部の布陣がまだ整っていないのと、将士が武器を手許に寄せずに眠り込んでいるのを確認した。石勒は予め孔萇に命じて北城に突門を造らせており、将士に城壁の上で太鼓を鳴らさせると、これを合図に孔萇が各突門に配していた伏兵を出撃させた。段末波はこれを撃破すると追撃を掛けて城門へと侵入したが、石勒はここにも伏兵を配置しており、段末波は生け捕られた。段疾陸眷もまた石勒軍の急襲を受け、段末波の敗北を知ると撤退した。だが、孔萇により追撃を受け、30里余りに渡って屍を晒し、鎧馬5千匹を失った。段疾陸眷は敗残兵を収集し、渚陽に兵を留めた。
石勒は段末波を人質とし、段疾陸眷へ使者を立てて講和を求めた。段疾陵眷はこれに応じようとしたが、段文鴦は「今、末波一人のために滅亡に向かっている虜（石勒）に従えば、必ずや王彭祖（王浚）より怨みを買い、後の禍を招きましょう！」と諫めた。段疾陸眷はこの諫めに従わず、鎧馬と金銀を送り、合わせて段末波の弟3人を人質に差し出して、身柄交換も求めた。石勒はこれに応じて石虎を段疾陸眷の下に派遣し、同盟と兄弟の契りを結び、段末波を返還した。これにより、段疾陸眷らは渚陽を引き払って退却した。この事は大いに王浚の怒りを買った。
始め、中原が乱れた事により、大量の流民が段部の下へ身を寄せたが、段疾陸眷とその兄弟は武勇一辺倒であり、士大夫を礼遇しなかったので、多くが前燕に亡命したという。
段疾陸眷は王浚の命に従わない事が度々あり、また石虎と義兄弟の契りを結んでいたので、王浚に誅殺されることを憂慮するようになった。313年、王浚は石勒討伐を目論んで段疾陸眷と共に襄国を攻めようとしたが、段疾陸眷は石勒より手厚い賄賂を受け取っており、召集には応じなかった。
同年4月、王浚は激怒し、代王拓跋猗盧に大金を送って段疾陸眷討伐を求め、さらに慕容廆にも共同で動かすよう求めた。両者ともこれに応じ、拓跋猗盧は拓跋六脩を派遣し、慕容廆は慕容翰を派遣した。段疾陸眷はこれを迎え撃ち、拓跋六脩を撃破した。これにより、慕容翰もまた徒河まで退却した。
314年3月、石勒は薊城を攻略して王浚を滅ぼした。4月、王浚の従事中郎陽裕が石勒に附くのを拒んで令支へ到来すると、段疾陸眷はかねてよりその名声を聞き及んでいたので、彼を呼び寄せて厚遇し、郎中令・中軍将軍に任じ、上卿の地位に列した。
317年6月、段疾陸眷は東晋の百官と共に、司馬睿へ帝位に即くよう勧める上奏文を奉じた。
7月、段匹磾は劉琨と共に石勒討伐を目論んで固安に進駐すると、段疾陸眷・段渉復辰・段末波らを招集した。しかし、段末波は石勒からかつて厚恩を受けていたので、軍を進めなかった。また、段疾陸眷らへ「父兄が子弟に従うのは恥ではないでしょうか。また、仮に功績を挙げたとしても、匹磾がこれを独占するでしょう。我らに一体何の益がありましょう！」と述べたので、段疾陸眷は軍を撤退させた。劉琨と段匹磾は勢いを削がれ、止む無く退却した。
318年1月、段疾陸眷は病死した。彼の子は幼かったので、代わって叔父の段渉復辰が継いだ。

## 参考資料
- 『魏書』（列伝第九十一）
- 『晋書』（列伝第三十二、第三十三）
- 『資治通鑑』（巻八十七 - 巻九十）